# Hársasberki-patak
A Hársasberki-patak a Somogyi-dombságban ered, Igal északnyugati határában, Somogy vármegyében, mintegy 240 méteres tengerszint feletti magasságban. A patak forrásától kezdve déli irányban halad, majd Nagyberkinél éri el a Kapost.
A Hársasberki-patak vízgazdálkodási szempontból a Kapos Vízgyűjtő-tervezési alegység működési területét képezi.
A patakba torkollik a Ráksi-patak, a Farkas-szói-vízfolyás és a Rozbéti-vízfolyás.

## Part menti települések
- Igal
- Kazsok
- Kisgyalán
- Nagyberki